# Hexatoma biflavocincta
Hexatoma biflavocincta är en tvåvingeart som beskrevs av Alexander 1971. Hexatoma biflavocincta ingår i släktet Hexatoma och familjen småharkrankar. Inga underarter finns listade i Catalogue of Life.